# Markvelde
Markvelde is een buurtschap in de Nederlandse gemeente Hof van Twente in de provincie Overijssel. Zij ligt tussen de plaatsen Diepenheim, Hengevelde en Neede.
Markvelde was de enige Twentse buurtschap die in de middeleeuwen niet onder het bisdom Utrecht hoorde, maar onder het bisdom Münster.
Markvelde bestaat uit een school, een buurthuis en een peuterspeelzaal. De rest van Markvelde bestaat vooral uit boerderijen. Tegenover de school ligt een sportveld, dat met een ruilverkaveling overbleef en toen in handen van de gemeente is gekomen.
Voor 1 januari 2001 hoorde het bij de gemeente Diepenheim, die toen opging in de gemeente Hof van Twente.
De basisschool van deze buurtschap is landelijk bekend geworden, nadat hier in 1982 een groot deel van de televisieserie De Zevensprong werd opgenomen.
De basisschool sloot op vrijdag 20 juli 2018 haar deuren, omdat er te weinig leerlingen waren.
Hoofdplaats: Goor      Stadjes: Delden · Diepenheim

Dorpen: Bentelo · Hengevelde · Markelo

Buurtschappen: Achterhoek · Azelo (deels) · Beusbergen · De Ha · Deldenerbroek (deels) · Deldeneresch · Dijkerhoek · Elsen · Elsenerbroek · Herike · Kerspel Goor · Markelosebroek · Markvelde · Pothoek · Schoolbuurt · Stokkum · Wiene · Zeldam

Voormalige gemeenten: Diepenheim · Goor · Markelo · Delden (Stad · Ambt)

Overijssel · Steden en dorpen in Overijssel      Nederland · Provincies · Gemeenten